# Erodona mactroides
Erodona mactroides is een tweekleppigensoort uit de familie van de Erodonidae. De wetenschappelijke naam van de soort is voor het eerst geldig gepubliceerd in 1801 door Louis-Augustin Bosc d'Antic.